# Fodé Ballo-Touré
Fodé Ballo-Touré (ur. 3 stycznia 1997 w Conflans-Sainte-Honorine) – senegalski piłkarz pochodzenia francuskiego, grający na pozycji obrońcy oraz w reprezentacji Senegalu. Złoty medalista Pucharu Narodów Afryki 2021. Uczestnik Mistrzostw Świata 2022.

## Kariera
Jest wychowankiem Paris Saint-Germain. W jego juniorskich drużynach trenował w latach 2005–2015. Wcześniej grał w AS Éragny. W latach 2015–2017 występował w rezerwach PSG. 1 lipca 2017 został na zasadzie wolnego transferu piłkarzem Lille OSC. W Ligue 1 zadebiutował 6 sierpnia 2017 w wygranym 3:0 meczu z FC Nantes. 10 stycznia 2019 odszedł za 11 milionów euro do AS Monaco FC.